# Dilana
Dilana est une chanteuse, compositrice et actrice sud-africaine qui vit à Los Angeles. Elle a été finaliste de l'émission de téléréalité sur CBS Rock Star: Supernova (en). Elle a été pendant une courte période, en 2011, la chanteuse de Tracii Guns et son groupe L.A. Guns.

## Biographie
Dilana Jansen van Vuuren est née le 10 août 1972 à Johannesbourg en Afrique du Sud. Lorsque sa mère épouse son beau-père, celui-ci l'adopte et elle prend l'identité de Dilana Smith, à l'âge de deux ans.  Dilana utilise le chant comme moyen d'échapper à un environnement familial désagréable, en participant à des concours de chorales scolaires et à des festivals, ainsi qu'à des chorales d'église et à des fêtes.
Lorsque l'occasion se présente, Dilana commence à se produire à plein temps, passant d'un duo itinérant à un mélange de groupes en Afrique du Sud et aux Pays-Bas. Après avoir déménagé aux Pays-Bas, elle y forme son propre groupe. Elle enregistre son premier album Wonderfool (en) en 2000, produit quatre clips, cinq singles et plus de 200 concerts. Elle a également chanté dans un festival en Belgique avec Joe Cocker, K's Choice et Heather Nova devant une foule de plus de 100 000 personnes. Dilana s'est également produite aux Jeux olympiques de Sydney en 2000 avec des artistes néerlandais.

## Discographie

### Albums
| Année | détails                                                                                               | Classement |
| Année | détails                                                                                               | NET        |
| ----- | --- | ---------- |
| 2000  | Wonderfool (en) - Sortie : 5 septembre 2000 - Label : Red Bullet - Format : CD                        | 62         |
| 2009  | Inside Out (en) - Sortie : 17 novembre 2009 - Label : Kabunk records - Format : Téléchargement        |            |
| 2013  | Beautiful Monster - Sortie : 10 août 2013 - Label : Rusty Harp Records - Format : CD - Téléchargement |            |

## Filmographie
La filmographie de Dilana, comprend les films suivants  : 
- 2015 : Nikki! (film TV)
- 2013 : Comedy Bang! Bang! (film TV)
- 2012 : Ronn's Garage (série TV)
- 2010 : Angel Camouflaged